# 寒峰
寒峰（1915年—2004年），曾用名李成林，男，蒙古族，内蒙古土默特旗人，中华人民共和国政治人物，妻子是乌兰夫堂兄云润之女云曙芬，曾任内蒙古自治区人大常委会副主任，中共内蒙古自治区纪委书记。